# Канева
Ка̀нева (на италиански: Caneva) е градче и община в Северна Италия, провинция Порденоне, автономен регион Фриули-Венеция Джулия. Разположено е на 57 m надморска височина. Населението на общината е 6541 души (към 2010 г.).